# Psychomyia kuni
Psychomyia kuni is een schietmot uit de familie Psychomyiidae. De soort komt voor in het Oriëntaals gebied.